# Yamaha XTZ 750 Super Ténéré
La Yamaha XTZ 750 Super Ténéré è una motocicletta prodotta dalla casa motociclistica giapponese Yamaha Motor dal 1989 al 1998.
La moto riprendeva il nome dalla famiglia Yamaha XT dotata di propulsori monocilindrici e dalla famosa località cui faceva tappa nel deserto del Ténéré nel Niger nord-orientale l'ex Rally Parigi Dakar.

## Profilo e contesto

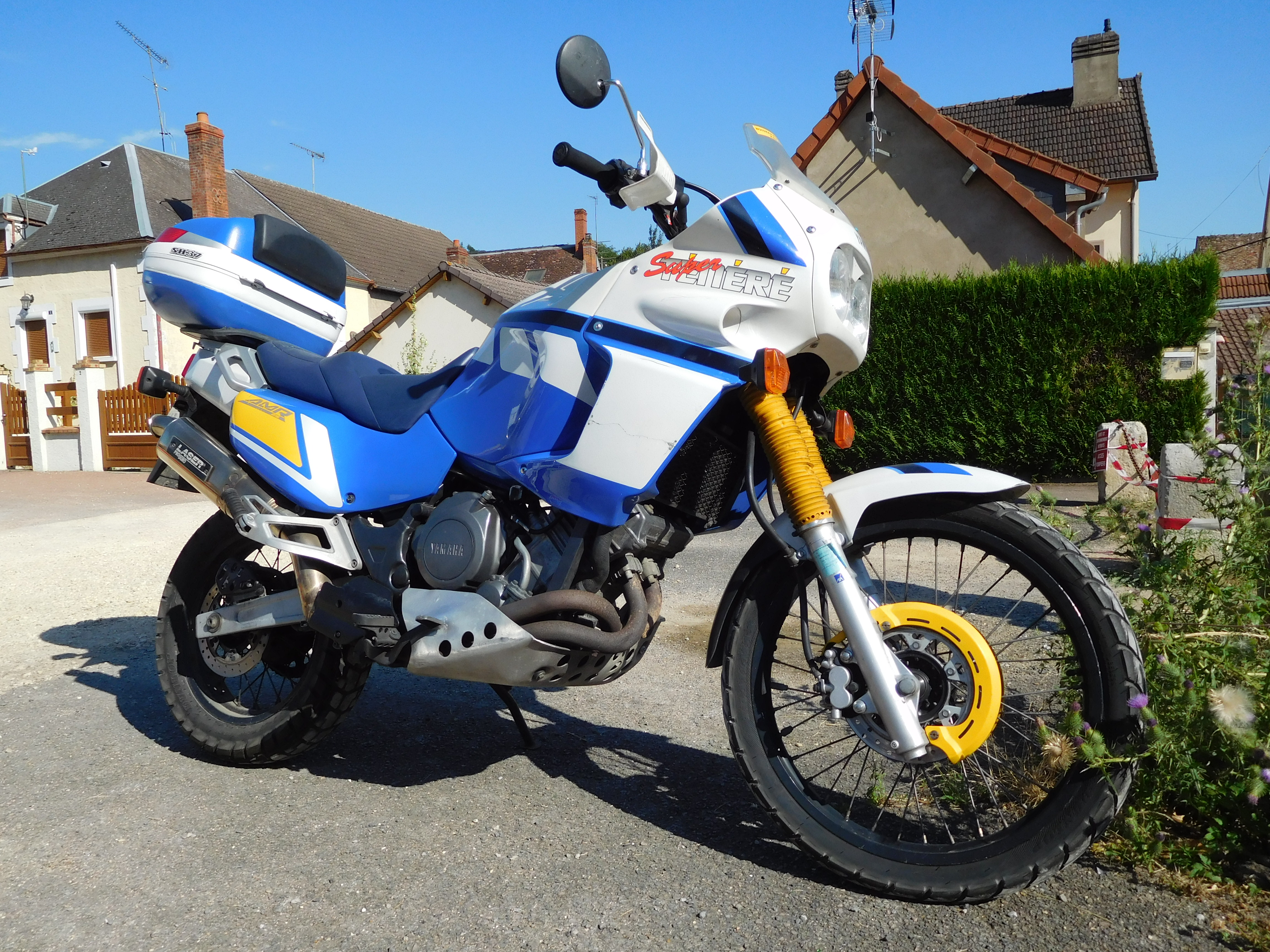
XTZ 750 Super Ténéré

A spingere la moto c'è un motore a due cilindri in linea frontemarcia inclinato di 45° dalla cilindrata totale di 749 cm³ a quattro tempi raffreddato a liquido, avente due contralberi di equilibratura con un particolare sistema di distribuzione bialbero a 10 valvole (5 per cilindro, di cui tre valvole di aspirazione e due di scarico) e un rapporto di compressione di 9,5:1. Il propulsore è alimentato da un sistema a doppi carburatori Mikuni da 38 mm. Il motore viene lubrificato tramite carter secco.
Il motore e la trasmissione sono ancorati ad un telaio tubolare a doppia culla. All'avantreno trova posto una forcella telescopica, mentre al retrotreno un forcellone in alluminio. La forcella telescopica anteriore ha un'escursione di 235 mm, mentre quella posteriore ha un montante centrale con un'escursione della molla di 215 mm.
Il sistema frenante si compone di due dischi all'anteriore, mentre al posteriore è presente una pinza flottante a due pistoncini con un disco freno singolo.

## Storia ed evoluzione
La XTZ 750 era la versione bicilindrica con cilindrata più grande della Yamaha XTZ 660 Ténéré. Entrambi i modelli XTZ 660 e XTZ 750 andavano a sostituire la più piccola Yamaha XT 600Z Ténéré raffreddata ad aria. Introdotta sul mercato per la prima volta nel 1989, la 750 Super Ténéré utilizzava un nuovo motore a bicicilindrico parallelo Yamaha avente testate a 5 valvole, con tecnologia derivata dalle sportive della serie FZ.
Inoltre, vi era una protezione attorno al motore per previene eventuali danni allo stesso in caso di utilizzo in fuoristrada.
I dischi dei freni anteriori dell'XTZ furono dotati di coperture in plastica. Per il normale utilizzo su strada queste coperture rendevano più difficile il raffreddamento dei dischi dei freni durante la guida in discesa.
Nel 1990 l'XTZ 750 venne rivista. Furono modificate le pedane passeggero, sostituito il regolatore di carica della batteria con un componente con alette di raffreddamento maggiorate ed è stato modificato il pedale del freno.